# 11321 Tosimatumoto
11321 Tosimatumoto eller 1995 DE1 är en asteroid i huvudbältet som upptäcktes den 21 februari 1995 av den japanska astronomen Tsutomu Seki vid Geisei-observatoriet. Den är uppkallad efter astronomen Tosikazu Matumoto.
Asteroiden har en diameter på ungefär 9 kilometer och den tillhör asteroidgruppen Eos.